# Bagheera
För andra betydelser, se Bagheera (olika betydelser).
Bagheera är en litterär figur i Rudyard Kiplings novellsamling Djungelboken.
Bagheera är en panter, närmare bestämt en svarttonad leopard.  Han är en av Mowglis bästa vänner.